# 第12回アイオワ映画批評家協会賞
第12回アイオワ映画批評家協会賞は2014年の映画を対象としており、2015年1月6日に受賞者が発表された。

## 受賞一覧

### 作品賞
- 1位 - 『6才のボクが、大人になるまで。』
- 2位 - 『バードマン あるいは（無知がもたらす予期せぬ奇跡）』
- 3位 - 『イミテーション・ゲーム/エニグマと天才数学者の秘密』

### 監督賞
- 1位 - リチャード・リンクレイター - 『6才のボクが、大人になるまで。』
- 2位 - アレハンドロ・ゴンサレス・イニャリトゥ - 『バードマン あるいは（無知がもたらす予期せぬ奇跡）』
- 3位 - デヴィッド・フィンチャー - 『ゴーン・ガール』

### 主演男優賞
- 1位 - マイケル・キートン - 『バードマン あるいは（無知がもたらす予期せぬ奇跡）』
- 2位 - エディ・レッドメイン - 『博士と彼女のセオリー』
- 3位 - ベネディクト・カンバーバッチ - 『イミテーション・ゲーム/エニグマと天才数学者の秘密』

### 主演女優賞
- 1位 - リース・ウィザースプーン - 『わたしに会うまでの1600キロ』
- 2位 - フェリシティ・ジョーンズ - 『博士と彼女のセオリー』
- 3位 - ロザムンド・パイク - 『ゴーン・ガール』

### 助演男優賞
- 1位 - J・K・シモンズ - 『セッション』
- 2位 - イーサン・ホーク - 『6才のボクが、大人になるまで。』
- 3位 - エドワード・ノートン - 『バードマン あるいは（無知がもたらす予期せぬ奇跡）』

### 助演女優賞
- 1位 - パトリシア・アークエット - 『6才のボクが、大人になるまで。』
- 2位 - エマ・ストーン - 『バードマン あるいは（無知がもたらす予期せぬ奇跡）』
- 3位 - ティルダ・スウィントン - 『スノーピアサー』、『オンリー・ラヴァーズ・レフト・アライヴ』、『グランド・ブダペスト・ホテル』

### アニメ映画賞
- 1位 - 『LEGO ムービー』
- 2位 - 『ベイマックス』
- 3位 - 『ヒックとドラゴン2』

### ドキュメンタリー映画賞
- 1位 - 『シチズンフォー スノーデンの暴露』
- 2位 - 『Life Itself』
- 3位 - 『サイゴン陥落 緊迫の脱出』

### 主題歌賞
- 1位 - 「Everything Is Awesome」 - 『LEGO ムービー』
- 2位 - 「Lost Stars」 - 『はじまりのうた』
- 3位 - 「Glory」 -『グローリー/明日への行進』

### 作曲賞
- 1位 - 『バードマン あるいは（無知がもたらす予期せぬ奇跡）』
- 2位 - 『イミテーション・ゲーム/エニグマと天才数学者の秘密』
- 3位 - 『博士と彼女のセオリー』

### アイオワ州未公開映画賞
- 『アメリカン・スナイパー』
- 『アメリカン・ドリーマー 理想の代償』

## 参考
1. ↑  “BRUCEBLOG: 'Boyhood' tops Iowa Film Critics Awards”. 2015年1月9日閲覧。